# Metopobactrus deserticola
Metopobactrus deserticola är en spindelart som beskrevs av Imre Loksa 1981. Metopobactrus deserticola ingår i släktet Metopobactrus och familjen täckvävarspindlar.
Artens utbredningsområde är Ungern. Inga underarter finns listade i Catalogue of Life.